# Varchmin (Adelsgeschlecht)
Varchmin (auch Verchmin) ist der Name eines hinterpommerschen Uradelsgeschlechts.

## Geschichte
Das Geschlecht entlehnt seinen Familiennamen dem gleichnamigen Stammhaus Varchmin bei Köslin. Mit den Angehörigen Nicolaus, Hinricus, Albertus, Nicolaus, Hermanus et Thidericus dicti de Verchemyn wurde die Familie am 19. April 1315 in Kolberg zuerst urkundlich genannt. Die Stammreihe beginnt um 1413 mit Sivart (Siegfried) von Varchmin. Im 17. Jahrhundert etablierte sich eine Linie in Ostpreußen, deren Stifter George von Varchmin (1681–1762) am 27. Juli 1740 das preußische Indigenat erhalten hat.
Sowohl in Pommern mit Augustin, (Alt) Banzin (1315), Datjow, Gieskow, Latzig (1505–1707), Plümenhagen (1650–1766) und Poppenhagen im Kreis Fürstenthum, sowie auf Granzin (1724) im Kreis Stolp, als auch in Preußen mit Bothkeim (1775–1805) und Heyde (1805–1820) im Kreis Friedland, Pistken im Kreis Lyck (1805), Trimmau im Kreis Wehlau (1807–1820), sowie auf Worlack (1752–1786) und Wotterlack (1752–1775) im Kreis Preußisch Eylau, bestand zeitweise umfangreicher Güterbesitz.
Söhne der Familie bestritten in der preußischen Armee eine Offizierslaufbahn.

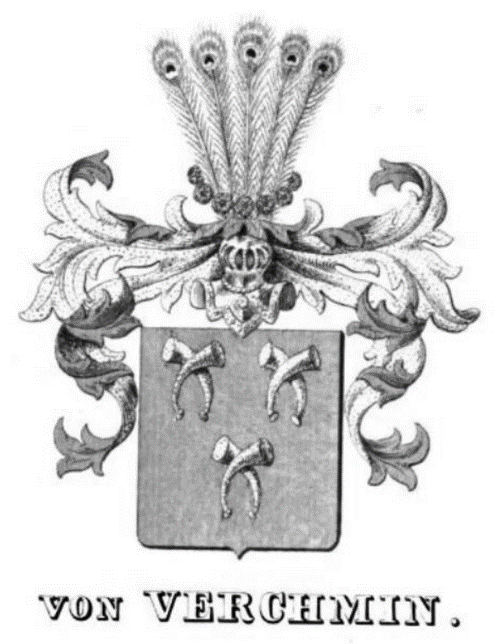
Wappen derer von Varchmin

## Wappen
In Rot sechs paarweise (2:1) mit den Mundstücken abwärts-geschrägte goldene Jagdhörner. Auf dem Helm mit rot-goldenen Decken fünf natürliche Pfauenfedern, umgeben von einem Kranz roter Rosen.

## Angehörige
- Hans Ernst von Varchmin (1703–1779), preußischer Oberst bei der Kavallerie
- Friedrich Wilhelm von Varchmin (1828–1894), preußischer Leutnant, Schriftsteller[4]